# Gonzalo Fernández de Oviedo
Gonzalo Fernández de Oviedo y Valdés (Madrid, 1478-Santo Domingo, 1557) fue un militar, escritor, botánico, etnógrafo y colonizador español nombrado en 1532 por el emperador Carlos V primer cronista de las Indias recién descubiertas. Fue además alcaide de la fortaleza de Santo Domingo.

## Datos biográficos

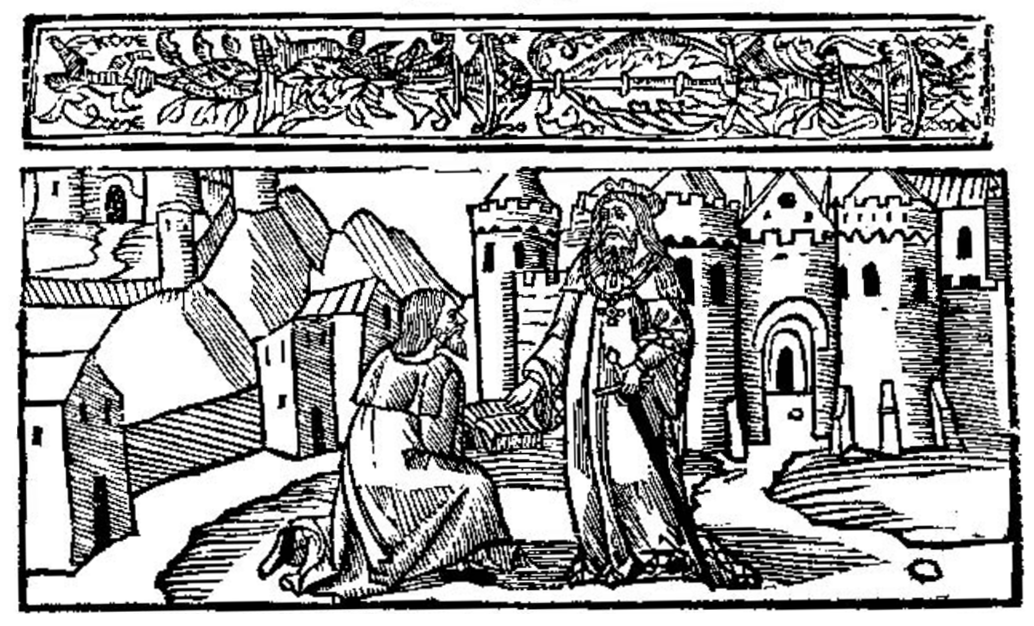
Verso de la portada de la primera edición del Claribalte (1519). Según Daymon Turner (1964), representa a Fernández de Oviedo, de rodillas, ofreciendo la obra al Duque de Calabria, a quien está dedicada.

Hidalgo descendiente de linajes asturianos, nació en Madrid en 1478 y trabajó desde temprana edad en la corte de los Reyes Católicos en 1490 como mozo de cámara del duque de Villahermosa, beneficiándose del acceso a la educación y a las bibliotecas de la corte. Posteriormente entró al servicio del príncipe Juan de Aragón, puesto que le permitió continuar sus estudios de manera indirecta y autodidacta. Fue así como presenció en 1493 el regreso de Cristóbal Colón.
Luego de la muerte del príncipe Don Juan, Oviedo viajó a Italia entre 1499 y 1502, donde pudo aprender del Renacimiento italiano. En este periodo sirvió a Ludovico Esforza, a Isabel de Aragón, en Génova, Mantúa y Milán, Nápoles al servicio de don Fadrique, transitando por Génova, Mantúa, Milán y Nápoles. Su estancia en las cortes le permitió conocer a pensadores y artistas como Leonardo da Vinci, Andrea Montegna y Berruguete. En Nápoles tuvo acceso a la Biblioteca Renacentista creada por Alfonso el Magnánimo y pudo asistir a conferencias de Giovanni Pontano, director de la Academia Humanista. En sus Quinquagenas escribió: «discurrí por toda Italia, donde me di todo lo que pude a saber, leer y entender de la lengua toscana y buscando libros en ella».
Terminado este periodo regresó a España con la corte de la reina Juana y comenzó a ejercer varios cargos relacionados con la escribanía. Fue notario público y secretario de la inquisición en Madrid y secretario del capitán Gonzalo Fernández de Córdoba. Aunque estuvo siempre cerca de la guerra, es muy poco probable que haya ejercido como militar y sus cargos parecen haber sido más bien burocráticos.
Viajó por primera vez a las Indias en 1514 como parte del cuerpo de oficiales de la armada que se dirigía a Santa María la Antigua del Darién, con la expedición de Pedrarias Dávila,con quien tendría varios desacuerdos por irregularidades en su proceder como dirigente de la expedición. Al finalizar las labores que se debían cumplir en ese viaje volvió a España, donde no permaneció por mucho tiempo, ya que a lo largo de su vida se registran doce viajes cruzando el océano hacia el nuevo mundo.

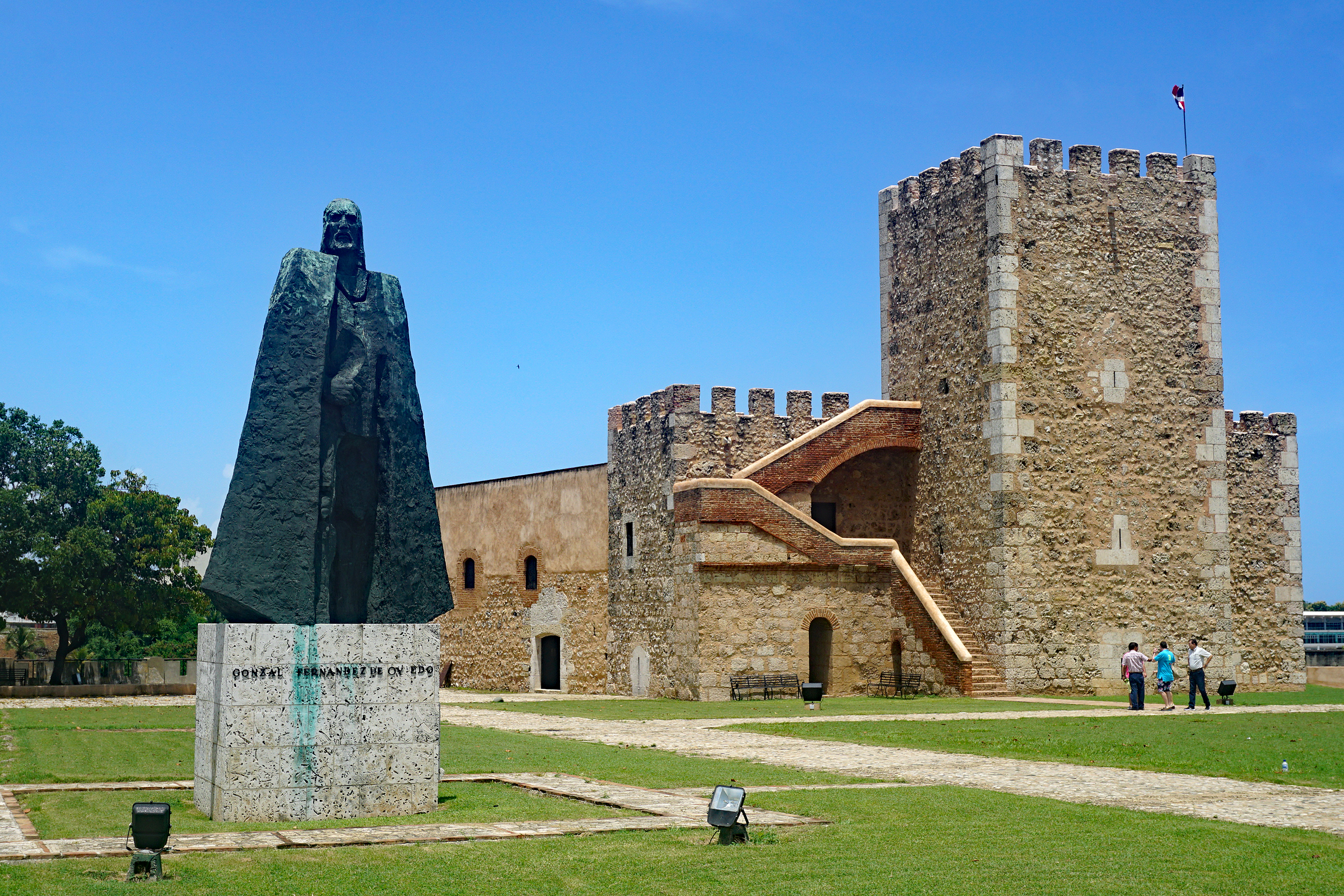
Estatua de Gonzalo Fernández de Oviedo, en el jardín de la fortaleza Santo Domingo, República Dominicana.

## Obra

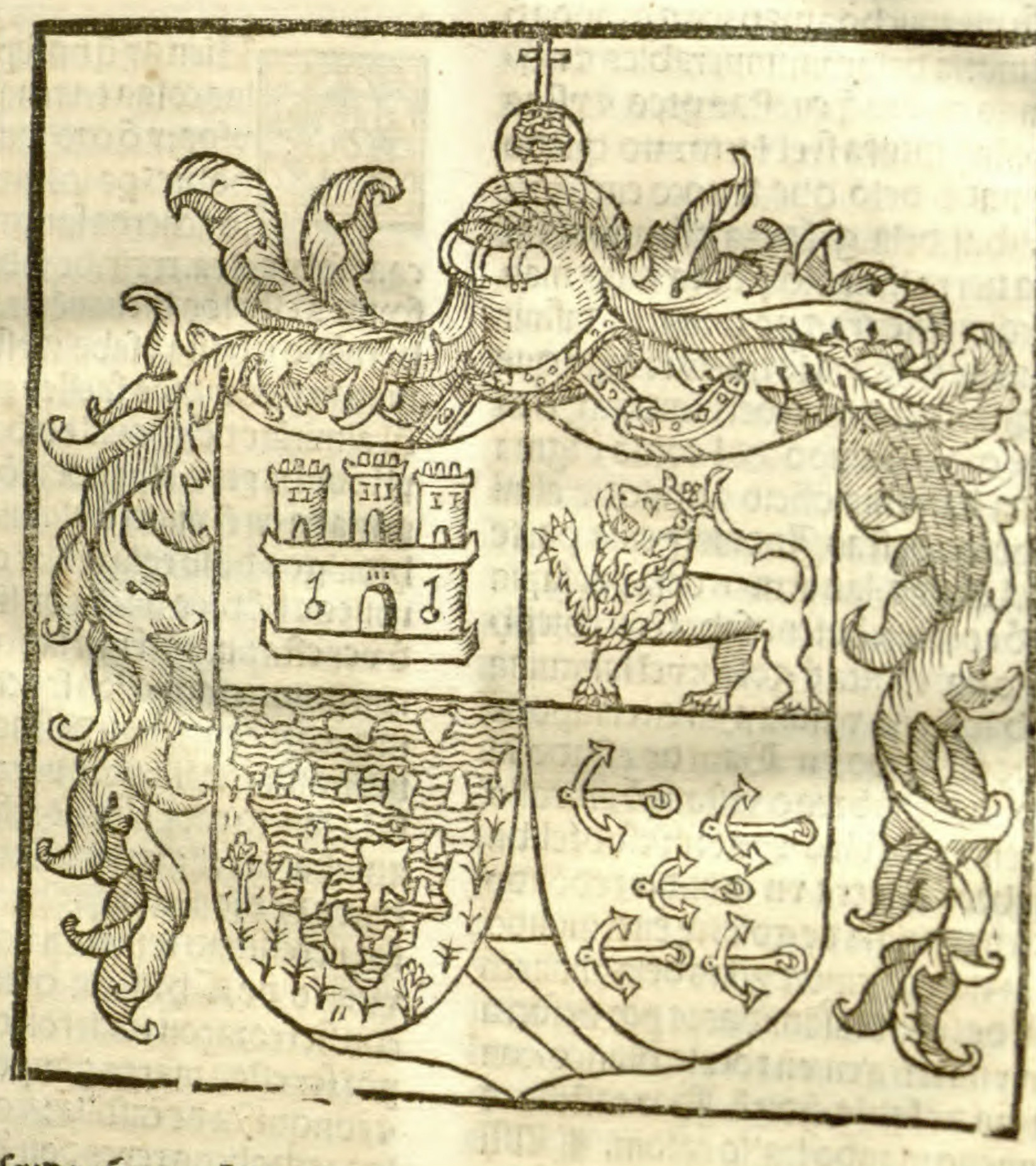
Escudo de armas del almirante Cristóbal Colón, otorgado por los Reyes Católicos en Barcelona, al regreso de su primera expedición en 1493, tomado de la Historia general de las Indias (capítulo VII del libro II). Los cuarteles son, de arriba hacia abajo: Castilla, León, las anclas de Almirante, y América con islas y tierra firme.

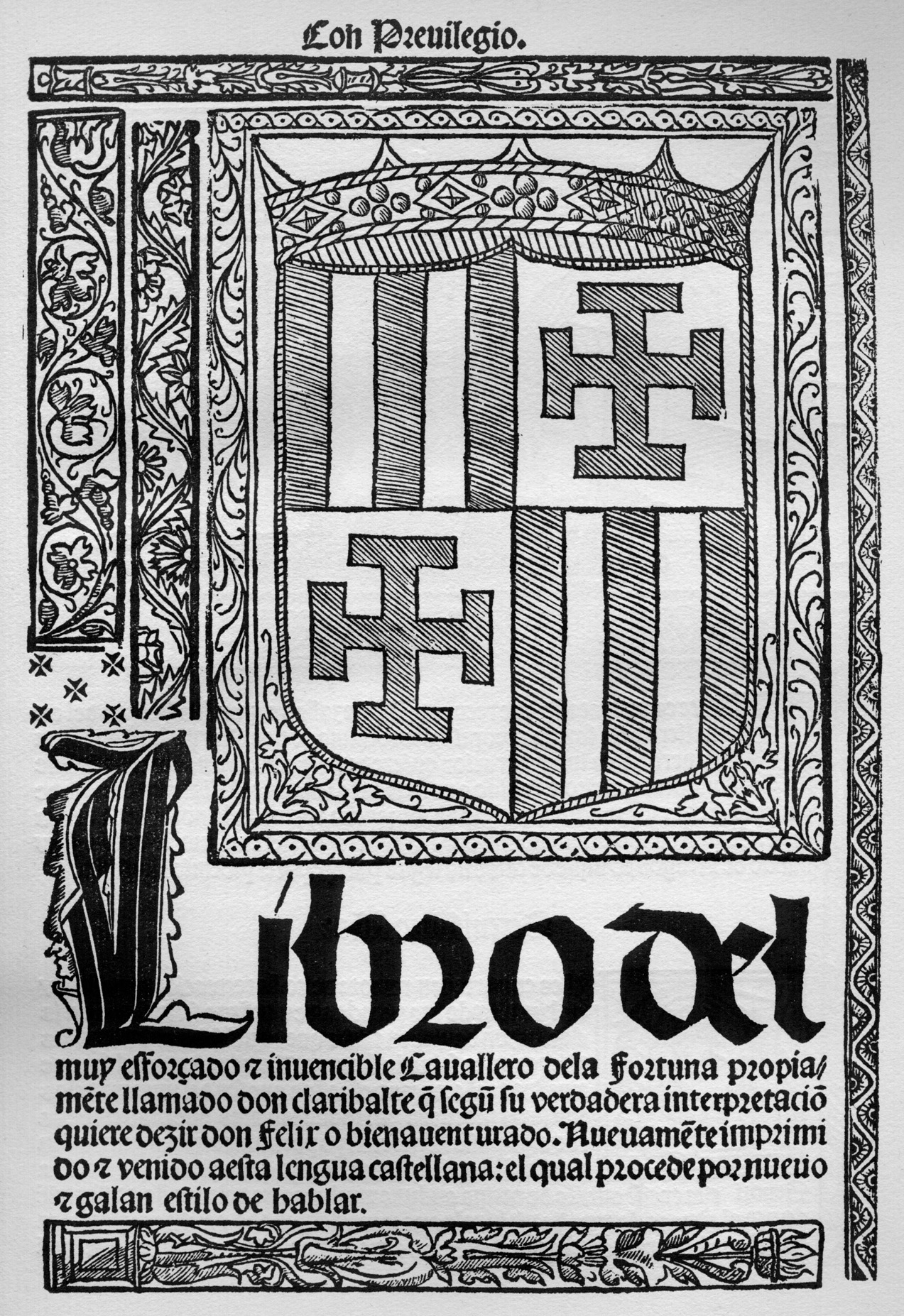
Portada del Libro del muy esforçado e invencible Cavallero de la Fortuna propiamente llamado don Claribalte (Valencia, 1519).

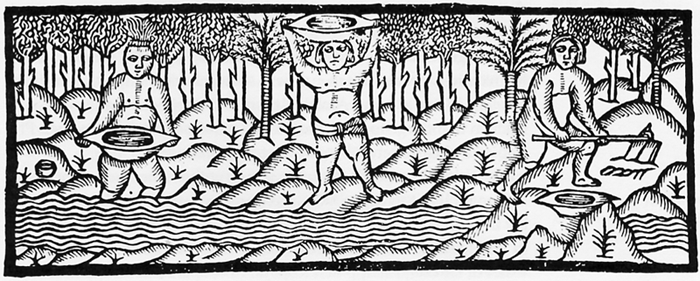
Grabado de indios lavando arenas auríferas, extraído de la primera edición de la Historia general y natural de las Indias (libro VI, cap. VIII).

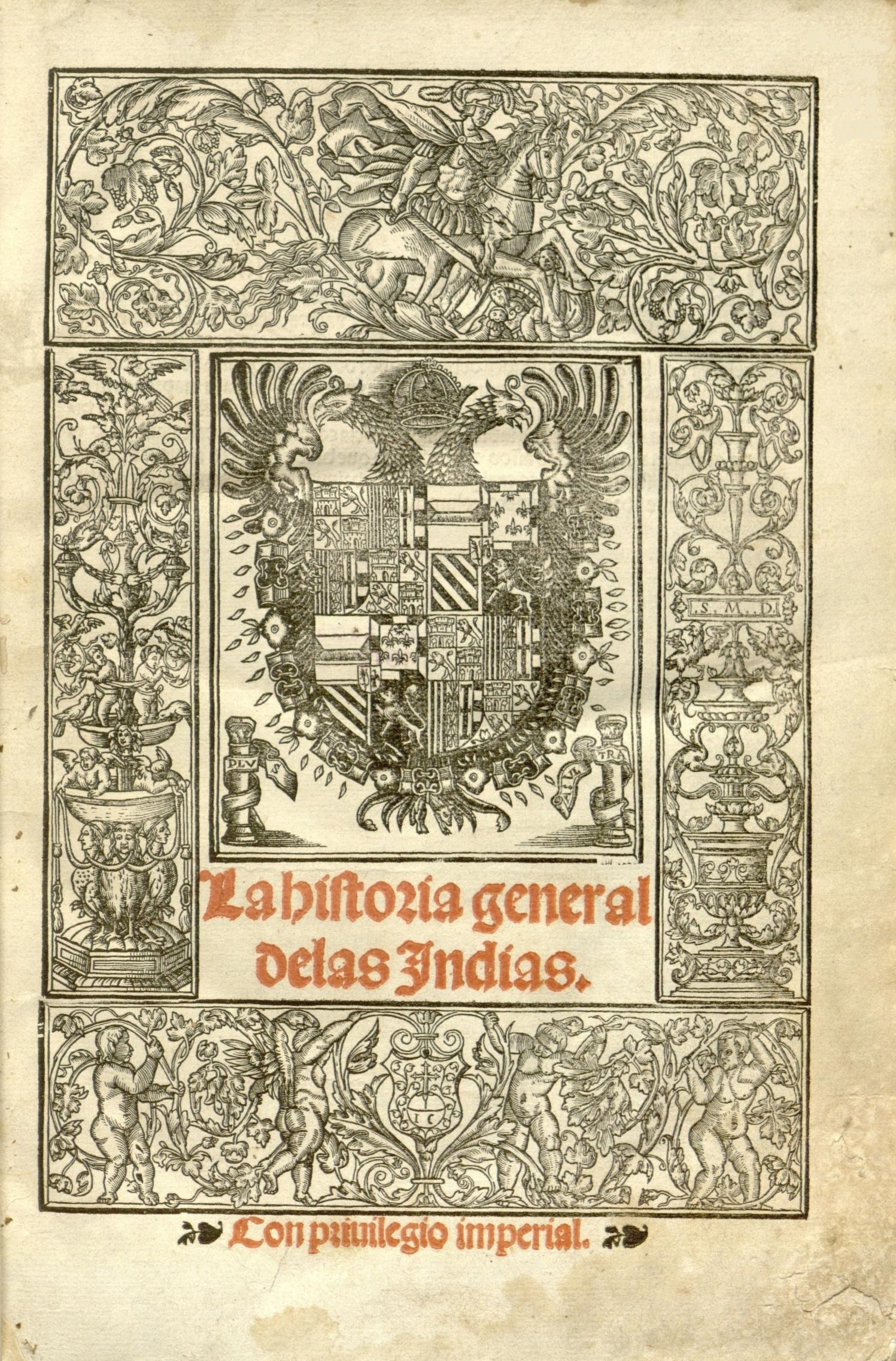
Portada de La historia general de las Indias, que al verso subtitula Primera parte de la historia natural y general de las indias yslas y tierra firme del mar océano (1535).

Tras su segunda estancia en América, publicó el Sumario de la natural historia de las Indias (1526), dedicada a Carlos I como un adelanto del «tratado que tengo copioso de todo ello», pues ya había empezado a redactar su obra más famosa, la Historia general y natural de las Indias, islas y tierra firme del mar océano, que relata acontecimientos que van de 1492 a 1549. Su primera parte se imprimió en 1535; la impresión de la segunda parte en Valladolid quedó interrumpida por la muerte del autor en 1557, y solo se editó completa entre 1851 y 1855 en cuatro volúmenes, al cuidado de José Amador de los Ríos y encargados por la Academia de la Historia.[cita requerida]
El Sumario fue traducido al inglés, italiano (Venecia, 1532) y latín y alcanzó en un siglo 15 ediciones, transformándose en un clásico de la etnografía y la antropología. Tras una breve disquisición sobre la navegación al Nuevo Mundo, trata de La Española, Cuba y otras islas de las Antillas, así como de Tierra Firme, ocupándose de los habitantes y sobre todo de los animales y vegetales; los minerales le merecen muy poca atención, a excepción del oro.
En la Historia, este ordenamiento geográfico es reemplazado por otro inspirado en Plinio el Viejo: primero, los vegetales subdivididos en plantas cultivadas, árboles y hierbas; después, los animales, comenzando por los terrestres, siguiendo con los acuáticos y aéreos y terminando con los insectos. En esta obra critica las Décadas reunidas por Pedro Mártir de Anglería a causa de haber tomado sus fuentes de forma indirecta; dice Oviedo: 

Deseaba escribir lo cierto si fielmente fuera informado, mas como habló de lo que no vido... sus Décadas padecen muchos defectos.

En sus escritos americanos, Oviedo se presenta como un admirador de la naturaleza y de las costumbres indígenas, que describe con entusiasmo pero con objetividad, en lo que le sirvió de no poco desconocer el latín, ya que incluso su Plinio lo había leído en italiano, lo que le notó su gran enemigo Las Casas, que reconoció, sin embargo, sus méritos científicos. Ello le supuso librarse de prejuicios clasicistas y fiarse exclusivamente del dato empírico y la observación directa, en lo que se mostró además muy perspicaz. Esta actitud convierte a Fernández de Oviedo en un pionero en usar un rico vocabulario cromático para describir la realidad americana.
Por ello se le considera uno de los primeros antropólogos avant la lettre. Igualmente son de gran utilidad científica sus indicaciones botánicas y etnológicas. 
Como simple escritor, escribió además el libro de caballerías Libro del muy esforçado e invencible caballero de la fortuna propiamente llamado Don Claribalte (Valencia, 1519), dedicado al Duque de Calabria, aunque ya en 1524 compuso una epístola moral de aire erasmista en que rechaza su antigua afición a los libros de caballerías. Fuera de esta pieza, es fundamental una obra genealógica, las Quinquagenas de los Reyes, Duques, Caballeros y personas notables de España o Quinquagenas de la nobleza de España, 1555, que es una fuente de primer orden para conocer datos biográficos, heráldicos y anécdotas sobre la nobleza castellana de la Edad Media y el Renacimiento, pero de complicada transmisión textual.
También dejó referencia del príncipe Don Juan en su Libro de la cámara real del príncipe D. Juan e officios de su casa e servicio ordinario, que solo llegó a editarse en Madrid en 1870, y compuso además un Libro de los infortunios y naufragios (1535) y un Libro del blasón que sirvió de fuente previa a los diálogos de sus Batallas y quincuagenas. Permanece inédita su Historia de Nicaragua, su Catálogo real de Castilla, su Relación de lo subcedido en la prisión del rey Francisco de Francia, su Libro de linajes y armas, su traducción del Laberinto de amor, de Giovanni Boccaccio, y diversos trabajos de traducción y cronísticos que fueron aprovechados por William H. Prescott para sus monumentales obras históricas.[cita requerida]
Como arqueólogo, se interesó por las inscripciones romanas de Madrid y ha transmitido los escasos testimonios romanos visibles en la ciudad, aunque solo encontró tres: una en la puerta de Moros (una piedra tosca en forma de columna redonda que perdió el texto por el trasiego de las carretas), otra en la iglesia de la Almudena y la tercera, de la que solo quedaban las últimas líneas, en la puerta de Guadalajara. En ella, la existencia de dos letras leídas como P y M habían dado lugar a que la inscripción se atribuyese a Pompeyo Magno o Máximo, interpretación con la que él no estaba de acuerdo: «Se puede también entender Publio o Paulo o Papirio, pero por las últimas letras S·T·T·L se interpreta que fue sepultura, e acostumbraban dezir estos romanos sit tibi terra levis».

## Polémica sobre la humanidad de los indios
Tras una estancia de año y medio, volvió a la metrópoli, produciéndose entonces (1519) un violento conflicto intelectual con el dominico fray Bartolomé de las Casas, quien lo acusó en Barcelona de ser «partícipe de las crueles tiranías que en Castilla del Oro se han hecho». Sus radicales diferencias con Las Casas parten de que el dominico consideraba a los indios seres humanos, con los mismos derechos que los españoles. Fernández de Oviedo, como Ginés de Sepúlveda, los tenía por homúnculos, seres aquejados de defectos tan graves e irremediables que hacían imposible la convivencia con los castellanos, o la conversión consciente a la fe cristiana. Lewis Hanke ha compilado los juicios que Fernández de Oviedo dedica a los indios en distintos capítulos de su Historia de las Indias, y que ayudan a comprender la animadversión de Las Casas.
Tales opiniones eran compartidas por numerosos conquistadores, quienes encontraban conveniente persuadir a las autoridades de la metrópoli sobre la supuesta irracionalidad de los pueblos indígenas. Esta percepción servía como justificación para la continuidad y perpetuidad del sistema de encomienda, la esclavización bajo el argumento de la «guerra justa» y, en última instancia, la legitimación de las propias conquistas.
Fernández de Oviedo volvió a realizar otros cuatro viajes a América, en la que permaneció un total de veintidós años, y fue nombrado Cronista de Indias en 1532. Al año siguiente aceptó el cargo de alcaide de la fortaleza de Santo Domingo y murió en Valladolid, después de más viajes ocasionales a la Península, el año de 1557.

### Primaria
- Fernández de Oviedo, Gonzalo (1519). Libro del muy esforçado e inuencible Cauallero de la Fortuna propiamente llamado don claribalte que segund su verdadera interpretacion quiere dezir don Felix o bienauenturado. Nueuamente imprimido y venido a esta lengua castellana, el qual procede por nueuo et galan estilo de hablar. Valencia: Juan Viñao.
- Fernández de Oviedo, Gonzalo (2011 [1526]). Sumario de la historia natural de Las Indias. Barcelona: Red-ediciones. p. 122. (enlace roto disponible en Internet Archive; véase el historial, la primera versión y la última).
  - Edición facsimilar de 1526 (enlace roto disponible en Internet Archive; véase el historial, la primera versión y la última).
- Fernández de Oviedo y Valdés, Gonzalo (1535). La historia general de las Indias. Primera parte. Sevilla: Juan Cromberger.
  - Segunda edición de 1547, corregida y aumentada.
  - Edición de 1851, de Amador de los Ríos.
- Fernández de Oviedo, Gonzalo (1880). Quinquagenas de la Nobleza de España. Tomo primero de tres (único publicado). Madrid: Real Academia de la Historia.
- Fernández de Oviedo, Gonzalo (2006). Libro de la cámara real del príncipe don Juan. Valencia: Colección Parnaseo-PUV (Publicacions Universitat de València), ed. de Santiago Fabregat Barrios.
- Fernández de Oviedo y Valdés, Gonzalo (1854). Historia general y natural de las Indias, islas y Tierra Firme del mar Océano. Madrid: Real Academia de la Historia.

### Secundaria
- Lewis Hanke. La lucha española por la justicia en la conquista de América. Ed. Aguilar, Madrid, 1967 (2.ª edición).
- Orjuela, Héctor. «Orígenes de la literatura colombiana: Gonzalo Fernández de Oviedo», en Thesaurus. Boletín del Instituto Caro y Cuervo, tomo XL, número 2, 1985.
- Daneri, Juan J. 2005. «Fernández de Oviedo's Pineapple and Cultural Authority in Imperial Spain». Monographic Review, 21:26-39.
- Avalle-Arce, Juan Bautista. 1963 Biblioteca Anaya. Sumario de la Natural Historia de la Indias de Fernández de Oviedo. En su introducción dice: «nascí, de padres y progenitores naturales del Principado de Asturias de Oviedo, procreados en un pequeño pueblo que se dice Borondes, de la feligresía de San Miguel de Bascones y Concejo de Grados», texto que figura en sus Quinquagenas de la nobleza de España.